# Грин, Калум
Калум Дэниел Грин (англ. Calum Daniel Green, родился 15 июля 1990 года) — английский регбист, лок (замок) английского клуба «Лестер Тайгерс». Выступал в прошлом за клубы «Лестер Тайгерс», «Ноттингем», «Йоркшир Карнеги» и «Ньюкасл Фэлконс».

## Клубная карьера
Начинал карьеру в клубе «Лестер Тайгерс» в 2007 году. В 2009 году был арендован клубом «Ноттингем». В сезоне 2009/2010 провёл пять матчей за «Лестер Тайгерс» в чемпионате Англии, отметившись в матчах против «Лондон Айриш». Дебютный матч за «тигров» провёл в 2008 году против «Классик Олл Блэкс». В 2009 году он провёл товарищеский матч на «Уэлфорд Роуд» против сборной ЮАР (победа 22:17). Впервые в лиге провёл матч в марте 2009 года против «Сарацинов».
В сезоне 2011/2012 Калум выиграл Англо-валлийский кубок в составе «Лестера». В сезоне 2012/2013 перешёл в «Йоркшир Карнеги» на два сезона, 7 апреля 2014 года вернулся в чемпионат Англии уже как игрок «Ньюкасл Фэлконс». В сезоне 2015/2016 выступал в Европейском кубке вызова за «соколов»: в матче против российского клуба «Енисей-СТМ» он занёс попытку, однако его немотивированный клуб неожиданно проиграл 24:7.
В сезоне 2017/2018 в матче против «Сейл Шаркс» Калум Грин укусил за руку хукера «акул» Роба Уэббера. На основании видеоповтора начались слушания в дисциплинарном комитете Английской Премьер-Лиги: в случае признания Грина виновным ему грозила 12-матчевая дисквалификация, которая могла вырасти до 24 матчей, если был бы доказан умышленный характер укуса. Однако с Грина сняли все обвинения. 22 апреля 2019 года Грин объявил об уходе летом в «Лестер», что поддержал многолетний игрок «Лестера» Дэн Коул.

## Карьера в сборной
Грин играл за сборные Англии до 16 и до 20 лет, выступал на юниорском Кубке шести наций и на юниорском чемпионате мира 2010 года (4-е место).